# Balinesisk skrift

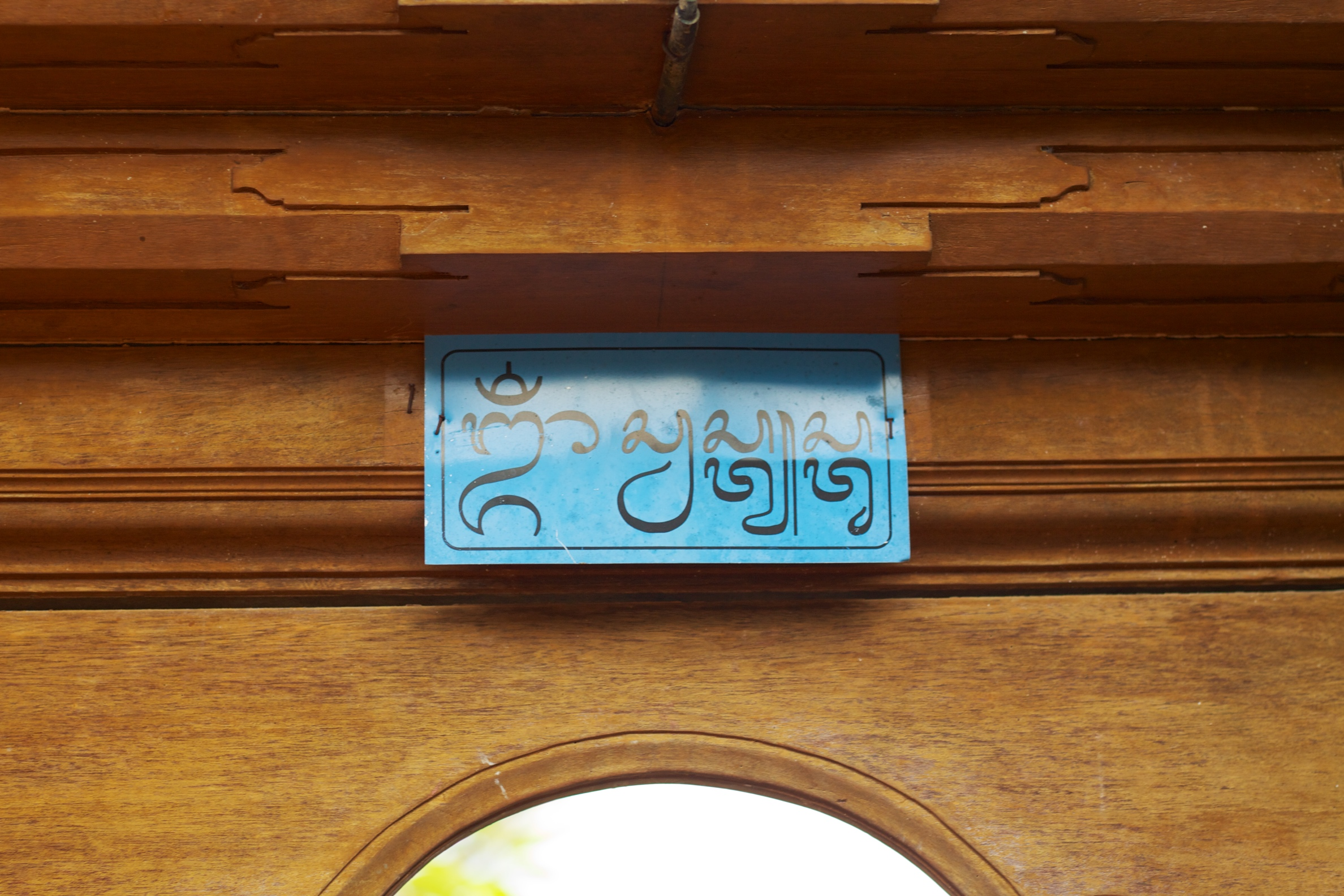
ᬒᬁᬲ᭄ᬯᬲ᭄ᬢ᭄ᬬᬲ᭄ᬢᬸ Om swastiastu 'gud välsigne dig' på en skylt utanför ett tempel.

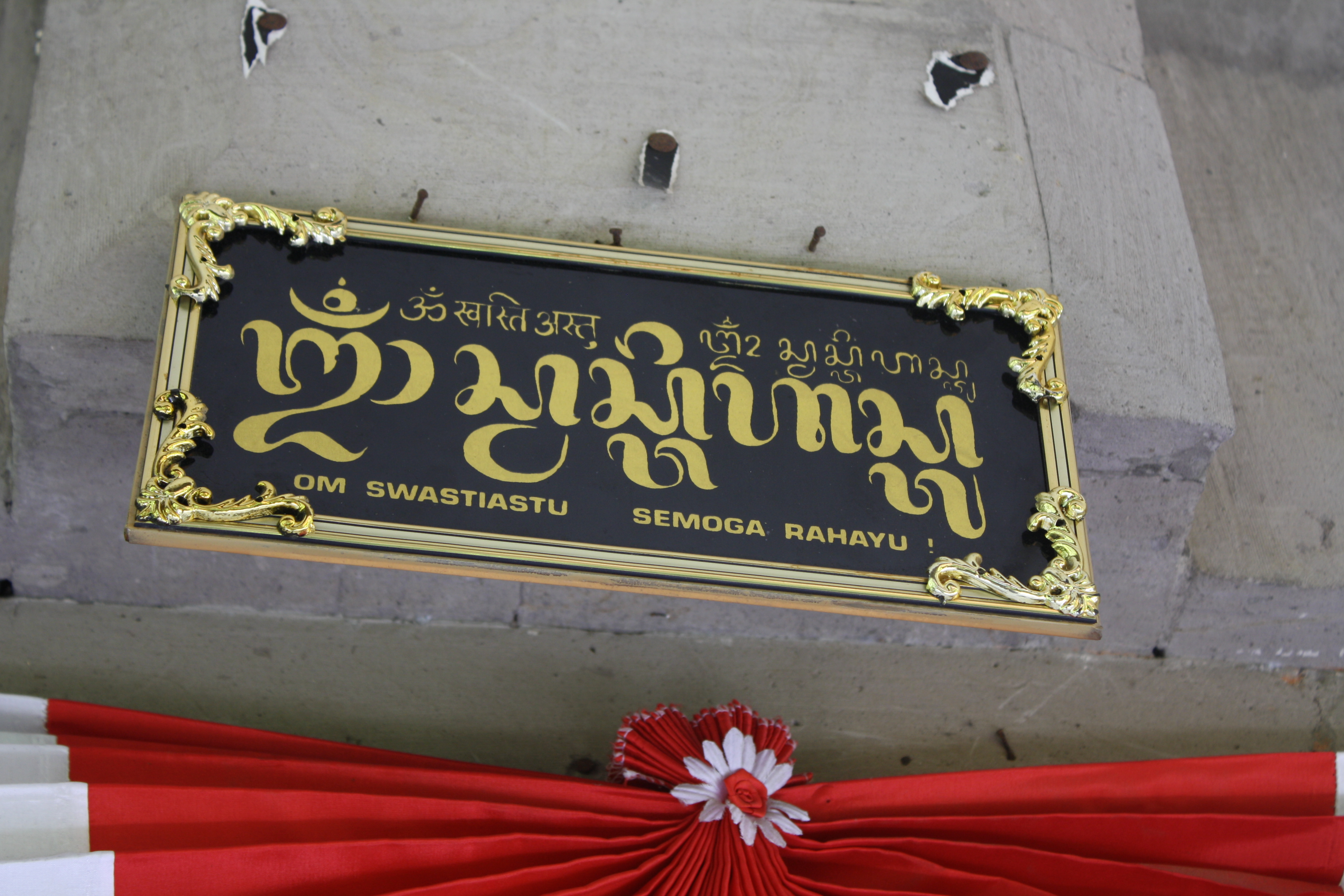
Om swastiastu på en skylt utanför ett klassrum, här stavat ᬒᬁᬲ᭄ᬯᬲ᭄ᬢᬶᬳᬲ᭄ᬢᬸ.

Balinesisk skrift (balinesiska: ᬅᬓ᭄ᬱᬭᬩᬮᬶ aksara bali eller ᬳᬦᬘᬭᬓ hanacaraka) är ett skriftsystem som används för att skriva balinesiska, ett austronesiskt språk som talas av omkring tre miljoner människor på ön Bali i Indonesien. Modifierade varianter används också för att skriva sasak, ett närbesläktat språk som talas på ön Lombok, samt för fornjavanesiska och sanskrit.
Den balinesiska skriften härstammar liksom många andra av syd- och sydostasiens skriftsystem från den uråldriga brahmi-skriften. Den balinesiska skriften ses tillsammans med den javanesiska som de mest invecklade och dekorativa av alla de brahmi-baserade skriftsystemen.
Skriften har till största delen kommit att ersättas av det latinska alfabetet. Trots att skriften lärs ut i skolor är det få som använder den i annat än religiösa sammanhang. Då skriften är starkt associerad med den hinduiska tron förekommer den flitigt vid många av öns traditionella ceremonier.

## Balinesiska

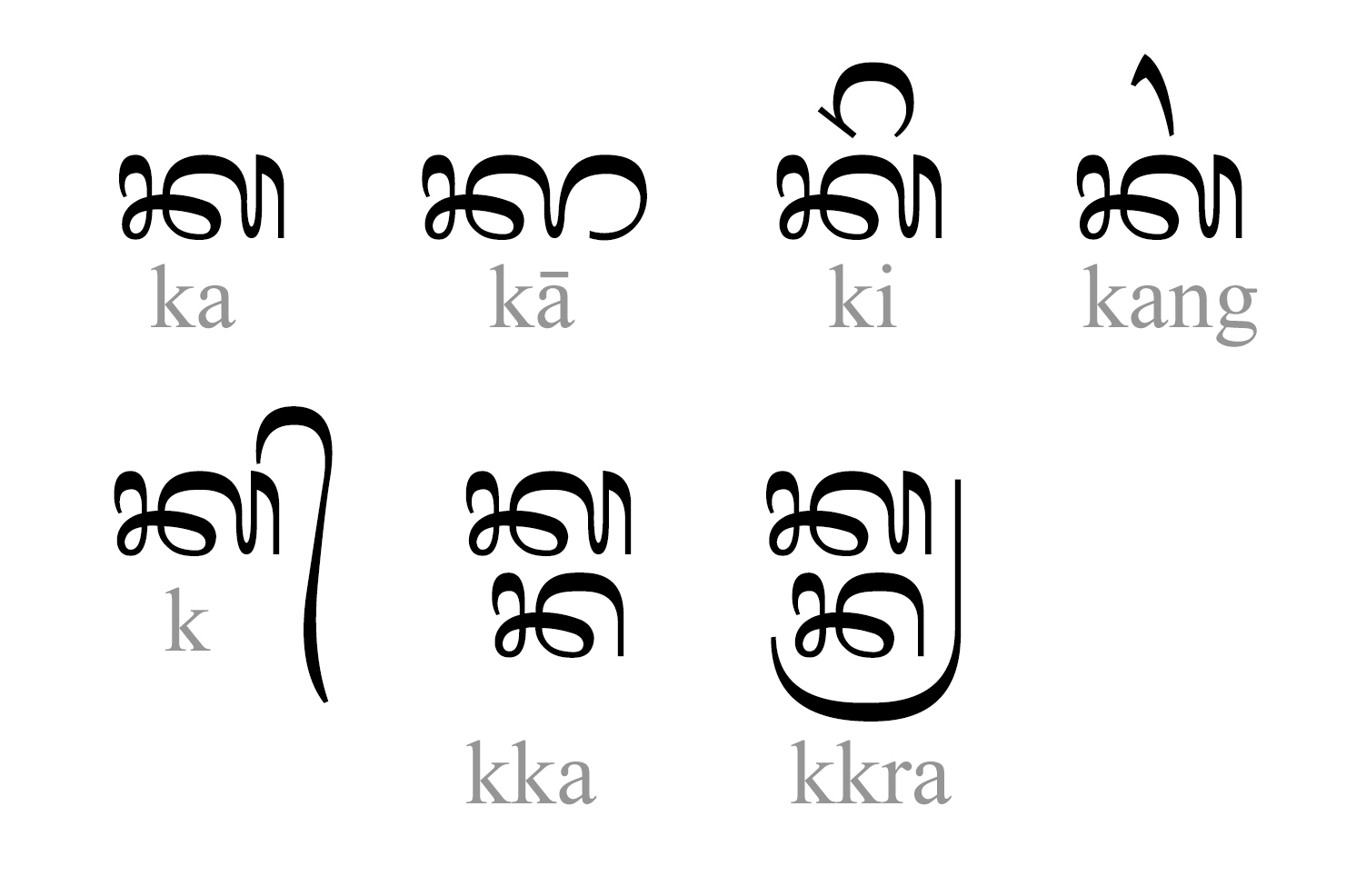
Exempel på bokstaven ᬓ ka kombinerad med olika diakriter.

Den balinesiska skriften består av totalt 47 bokstäver, varav 33 konsonanter och 14 vokaler. Endast 18 konsonanter och 9 vokaler behövs för att skriva balinesiska; de övriga används för lånord och translitterering av sanskrit och fornjavanesiska. Skriften klassas som en abugida vilket innebär att alla konsonanter följs av en grundvokal /a/ eller /ə/. Vokalen kan sedan modifieras med olika diakritiska tecken.

### Konsonanter
En stavelse kan inledas av upp till tre konsonanter. Den första skrivs i sin vanliga form medan den andra och tredje skrivs i en alternativ form som placeras antingen under (gantungan) eller till höger (gempelan) om den förra och som gör att dess vokal avlägsnas. Den tredje konsonanten måste vara någon av y, w och r.
Det balinesiska namnet för bokstav är aksara (ᬅᬓ᭄ᬱᬭ). Konsonant heter wianjana (ᬯ᭄ᬬᬦ᭄ᬚᬦ) och de 18 som används för balinesiska kallas wreṣāstra (ᬯᬺᬱᬵᬲ᭄ᬢ᭄ᬭ).
| Bild | Bild | Unicode | Unicode | ALA-LC | IPA      |
| ---- | ---- | ------- | ------- | ------ | -------- |
|      |      | ᬳ       | ᭄ᬳ       | ha     | [ha, a]  |
|      |      | ᬦ       | ᭄ᬦ       | na     | [na]     |
|      |      | ᬘ       | ᭄ᬘ       | ca     | [ca]     |
|      |      | ᬭ       | ᭄ᬭ       | ra     | [ra]     |
|      |      | ᬓ       | ᭄ᬓ       | ka     | [ka, ʔa] |
|      |      | ᬤ       | ᭄ᬤ       | da     | [da]     |
|      |      | ᬢ       | ᭄ᬢ       | ta     | [ta]     |
|      |      | ᬲ       | ᭄ᬲ       | sa     | [sa]     |
|      |      | ᬯ       | ᭄ᬯ       | wa     | [wa]     |

| Bild | Bild | Unicode | Unicode | ALA-LC | IPA  |
| ---- | ---- | ------- | ------- | ------ | ---- |
|      |      | ᬮ       | ᭄ᬮ       | la     | [la] |
|      |      | ᬫ       | ᭄ᬫ       | ma     | [ma] |
|      |      | ᬕ       | ᭄ᬕ       | ga     | [ga] |
|      |      | ᬩ       | ᭄ᬩ       | ba     | [ba] |
|      |      | ᬗ       | ᭄ᬗ       | nga    | [ŋa] |
|      |      | ᬧ       | ᭄ᬧ       | pa     | [pa] |
|      |      | ᬚ       | ᭄ᬚ       | ja     | [ɟa] |
|      |      | ᬬ       | ᭄ᬬ       | ya     | [ja] |
|      |      | ᬜ       | ᭄ᬜ       | ña     | [ɲa] |

#### Finala konsonanter
Pangangge tengenan lägger till en final konsonant till en stavelse och kan kombineras med pangangge suara. Undantaget är adeg-adeg som istället avlägsnar grundvokalen från en konsonant.
| Bild | Unicode | Namn      | ALA-LC | IPA |
| ---- | ------- | --------- | ------ | --- |
|      | ᬄ        | bisah     | h      | [h] |
|      | ᬃ        | surang    | r      | [r] |
|      | ᬂ        | cecek     | ng     | [ŋ] |
|      | ᭄        | adeg-adeg | –      | –   |

### Vokaler
Vokaler, kallade suara (ᬲ᭄ᬯᬭ), skrivs med egna bokstäver när de förekommer initialt. I övriga positioner skrivs de som diakritiska tecken, pangangge, som modifierar den underliggande konsonantbokstaven. Konsonanten ᬳ ha uttalas ibland stumt och kan då också fungera som en inledande vokal.

#### Fristående
| Bild | Unicode | Namn          | ALA-LC | IPA      |
| ---- | ------- | ------------- | ------ | -------- |
|      | ᬅ       | a kara        | a      | [a]      |
|      | ᬆ       | a kara tedung | ā      | [aː]     |
|      | ᬇ       | i kara        | i      | [i]      |
|      | ᬈ       | i kara tedung | ī      | [iː]     |
|      | ᬉ       | u kara        | u      | [u]      |
|      | ᬊ       | u kara tedung | ū      | [uː]     |
|      | ᬏ       | e kara        | e      | [e], [ɛ] |
|      | ᬐ       | airsanya      | ai     | [aːi]    |
|      | ᬑ       | o kara        | o      | [o], [ɔ] |
|      | ᬒ       | o kara tedung | au     | [aːu]    |

#### Diakriter
| Bild | Unicode | Namn               | ALA-LC | IPA   |
| ---- | ------- | ------------------ | ------ | ----- |
|      | ᬵ        | tedung             | ā      | [aː]  |
|      | ᬶ        | ulu                | i      | [i]   |
|      | ᬷ        | ulu sari           | ī      | [iː]  |
|      | ᬸ        | suku               | u      | [u]   |
|      | ᬹ        | suku ilut          | ū      | [uː]  |
|      | ᬾ        | taling             | e      | [e]   |
|      | ᬿ        | taling repa        | ai     | [aːi] |
|      | ᭀ        | taling tedung      | o      | [o]   |
|      | ᭁ        | taling repa tedung | au     | [aːu] |
|      | ᭂ        | pepet              | ĕ      | [ə]   |

### Ra repaochla lenga
Ra repa och la lenga stod ursprungligen för stavelsebildande r och l. De har senare omtolkats som en kombination av r eller l plus vokalen ĕ. Därmed ersätter de kombinationerna ra + ĕ och la + ĕ. När rĕ ingår i ett konsonantkluster skrivs den med diakriten guwung macelek (placerad undertill). I konsonantkluster över ordgränser används istället en gempelan-form av ra repa (placerad till höger). När lĕ ingår i ett konsonantkluster skrivs den som vanligt med la i gantungan-form samt vokaldiakriten för ĕ.
| Bild | Unicode | Namn     | ALA-LC | IPA  |
| ---- | ------- | -------- | ------ | ---- |
|      | ᬋ       | ra repa  | rĕ     | [rə] |
|      | ᬍ       | la lenga | lĕ     | [lə] |

### Skiljetecken
| Bild | Unicode | Namn            | Beskrivning                                                                                   |
| ---- | ------- | --------------- | --------------------------------------------------------------------------------------------- |
|      | ᭞       | carik siki      | Fungerar som kommatecken. Används även för att markera siffror.                               |
|      | ᭟       | carik pareren   | Fungerar som punkt.                                                                           |
|      | ᭝       | carik pamungkah | Fungerar som kolon.                                                                           |
|      | ᭚       | panti           | Inleder en prosatext, ett brev eller en vers.                                                 |
|      | ᭟᭜᭟     | pasalinan       | Avslutar en prosatext, ett brev eller en vers.                                                |
|      | ᭛       | pamada          | Inleder en religiös text. Tecknet är en ligatur som bildar ordet mangajapa 'be för säkerhet'. |
|      | ᭛᭜᭛     | carik agung     | Avslutar en religiös text.                                                                    |
|      | ᬒᬁ       | ongkara         | Den heliga hinduiska symbolen "aum".                                                          |

### Siffror
| Siffra | Bild | Unicode | Namn        |
| ------ | ---- | ------- | ----------- |
| 0      |      | ᭐       | bindu/wintu |
| 1      |      | ᭑       | siki/besik  |
| 2      |      | ᭒       | kalih/dua   |
| 3      |      | ᭓       | tiga/telu   |
| 4      |      | ᭔       | papat       |
| 5      |      | ᭕       | lima        |
| 6      |      | ᭖       | nem         |
| 7      |      | ᭗       | pitu        |
| 8      |      | ᭘       | kutus       |
| 9      |      | ᭙       | sanga/sia   |

Balinesiska siffror skrivs enligt samma positionssystem som indo-arabiska siffror. Talet 25 skrivs alltså som en 2:a följt av en 5:a. När ett tal förekommer inuti en text måste det dock skiljas från resten av texten genom att skiljetecknet carik skrivs på var sida. Exempel:
| Bild | Unicode       | Transkription    |
| ---- | ------------- | ---------------- |
|      | ᬩᬮᬶ᭞᭑᭞ᬚᬸᬮᬶ᭞᭑᭙᭘᭒᭟ | Bali 1 juli 1982 |

### Bokstavsordning

Konsonanter sorterade i traditionell ordning.

Det finns två sätt att sortera de balinesiska bokstäverna. Den första liknar den för javanesiska och följer en ramsa som lyder "ha na ca ra ka da ta sa wa la ma ga ba nga pa ja ya nya". Den andra som bygger på sanskrit grupperar bokstäverna efter artikulationsställe och liknar därmed den för många andra brahmi-skrifter.

## Sasak
I äldre ortografi användes diakriten rerekan för att skriva ett antal främmande språkljud som den balinesiska skriften inte stöder. Diakriten liknar cecak telu som används i javanesisk skrift. En nackdel är att det inte går att utläsa vilken konsonant i ett kluster som den är tänkt att modifiera. På senare tid har rerekan övergetts till förmån för ett antal nybildade bokstäver. I några fall har oanvända bokstäver getts nya ljudvärden. Exempelvis skrevs [xa] tidigare som ᬓ᬴ (ka + rerekan) me har nu ersatts av ᭆ khot (kombination av ᬓ ka och ᬳ ha). ᬕ᬴ gha, som representerar [ɣa], har ersatts av ᬖ ga gora som ursprungligen stod för [gʱa].

## Unicode
Javanesisk skrift är en del av Unicode-standarden från och med version 5.2 som släpptes i oktober 2009. Den har tilldelats kodpunkterna U+A980 till U+A9DF.
Bokstaven ᬙ ca laca finns endast belagd i medial gantungan-form ( ᭄ᬙ). En rekonstruerad initial variant har dock inkluderats i Unicode.